# Lamborghini Urraco
Lamborghini Urraco je sportski automobil talijanskog proizvođača automobila Lamborghini. Urraco je predstavljen na autoizložbi u Torinu 1970.g. a u prodaju je pušten 1973.g. 
Automobil je dizajnirao Marcello Gandini koji je u to vrijeme radio za tvrtku Bertone. Model se proizvodio do 1979.g. i ukupno je proizvedeno 791 vozilo. Od toga je 21 vozilo imalo oznaku Urraco P111 (P250 Tipo 111) za američko tržište, dok su ostale verzije bile Urraco P200, Urraco P250 i Urraco P300 s 2 litrenim, 2.5 litrenim i 3 litrenim V-8 motorima. Verzije za američko tržište, kako bi zadovoljile pravila, imale su veće prednje branike i slabije motore zbog kontrole količine ispušnih plinova.